# 요시노급 방호순양함
요시노급 방호순양함(吉野型防護巡洋艦)은 일본 제국 해군의 방호순양함이다. 동급함으로는 요시노와 다카사고 2척이 제작되었다. 요시노는 다카사고와 자매함으로 간주되긴 하지만, 엄격하게 얘기할 때 서로 다른 급의 순양함이다. 요시노는 청일 전쟁 때 굉장한 활약을 했지만, 러일 전쟁 때 짙은 안개 속에서 장갑순양함 가스가와 충돌한 뒤 침몰했다.

## 개요
1891년도 계획에 따라 영국 암스트롱 휘트워스 사의 엘스윅 조선소에서 한 척이 발주되었다. 이것이 ‘요시노’로 일본 제국 해군은 나니와급 방호순양함 뿐만 아니라 또 다른 엘스윅 크루저 1척을 필립 와츠 경을 통해 설계하게 했다. 이것은 아르헨티나 해군의 방호순양함인 25 de Mayo의 개량형으로 설계되었다.
모든 포는 속사포로 무장했으며, 기관 출력을 증대시켜 당시 어뢰함과 같은 23노트의 우월한 속도를 자랑했다. 따라서 당시 준공을 할 때에는 세계 최고의 순양함이라는 말을 들었다. 1893년에 준공한 요시노는 나니와급 2척과 ‘이즈미’ 등의 방호순양함과 함께 이듬해부터 청일 전쟁에 참전하였고, 우월한 속도와 포의 위력을 살려 높은 성능을 실증했다.
청일 전쟁 후 제1기 확장 계획에 의해 요시노와 동급함(엄밀하게는 다른)으로 암스트롱 휘트워스 사에 주문을 했다. 이 함선은  1898년에 준공에 들어갔고 ‘다카사고’로 명명되었다. 선체는 요시노와 거의 같지만 장갑 두께를 더 두껍게 했으며, 주포를 152mm 포 4문에서 203mm 포 2문으로 강화시키는 등의 개조가 이루어졌다.
다카사고는 1902년 에드워드 7세의 즉위 기념 관함식을 위해 유럽을 방문했다. 두 함 모두 1904년 발발한 러일 전쟁에 참전하였고, 요시노는 순항 중 짙은 안개 속에서 ‘가스가’와 충돌해 뤼순 앞바다에서 침몰했으며, 다카사고는 뤼순 공략 작전을 벌이이면서 육상 포격을 하던 중 기뢰에 충돌하여 침몰했다.

## 동급함
- 요시노
- 다카사고

## 참고 문헌
- 해군역사보존회 《일본 해군의 역사》 제7권 (第一法規出版 1995년)
- 잡지 《마루》 편집부 《사진 일본 군함》 제5권 “중순양함 I” (光人社, 1989년) ISBN 4-7698-0455-5
- 후쿠이 시즈오 《후쿠이 시즈오 전집》 제4권 “일본 순양함 이야기” (光人社, 1992년) ISBN 4-7698-0610-8